# Xã Aubbeenaubbee, Quận Fulton, Indiana
Xã Aubbeenaubbee (tiếng Anh: Aubbeenaubbee Township) là một xã thuộc quận Fulton, tiểu bang Indiana, Hoa Kỳ. Năm 2010, dân số của xã này là 1.448 người.